# Maurice August Lippens
Maurice Auguste Eugène Charles Marie Ghislain graaf Lippens (Gent, 21 augustus 1875 – Elsene, 12 juli 1956) was een Belgisch liberaal politicus en voormalig gouverneur-generaal van Belgisch Congo.

## Levensloop
Lippens huwde in 1902 met Madeleine Peltzer (1883-1972) en was de vader van Suzanne Lippens, getrouwd met Léon Lippens die burgemeester van Knokke werd. Hij was de grootvader van Leopold Lippens, burgemeester van Knokke-Heist, en van voormalig Fortis-voorzitter Maurice Lippens. Hij was ook de vader van Mary Lippens, die tijdens de Tweede Wereldoorlog omkwam in een Duits concentratiekamp.
Lippens was doctor in de rechten en advocaat. In 1906 werd hij voor de Liberale Partij verkozen tot gemeenteraadslid van Moerbeke-Waas, waar hij van 1906 tot 1919 en van 1926 tot 1937 burgemeester was. Tevens werd hij in 1904 verkozen tot provincieraadslid van Oost-Vlaanderen, een mandaat dat hij tot in 1919 uitoefende. Van 1906 tot 1919 was hij secretaris van de provincieraad. Tijdens de Eerste Wereldoorlog was hij actief in het Verzet, maar werd opgepakt door de Duitsers en was van 1915 tot 1918 geïnterneerd in Duitsland.
Na de oorlog was hij van 1919 tot 1921 provinciegouverneur van Oost-Vlaanderen. In 1921 verliet hij al de functie nadat hij benoemd werd tot gouverneur-generaal van Belgisch Congo. Ook deze functie verliet hij in 1923 vroegtijdig nadat hij in conflict kwam met minister van Koloniën Louis Franck.
Na het einde van zijn gouverneurschap in Congo werd hij actief in de Belgische nationale politiek. In april 1925 werd hij voor het arrondissement Gent-Eeklo verkozen tot lid van de Belgische Senaat en oefende dit mandaat uit tot in 1936. Bij de verkiezingen van mei 1936 werd hij niet meer herkozen, waarna hij van 1936 tot 1939 als gecoöpteerd senator in de Senaat zetelde. Van 1934 tot 1936 was hij de voorzitter van de Belgische Senaat.
Bovendien kende hij ook een ministeriële loopbaan: van 1927 tot 1929 was hij minister van Spoorwegen, PTT, Luchtvaart en Zeewezen, van 1929 tot 1931 minister van Vervoer en van 1932 tot 1934 minister van Openbaar Onderwijs. In 1934 werd Maurice August Lippens benoemd tot minister van Staat.
In 1921 werd hij in de adelstand opgenomen, in 1936 verkreeg hij de persoonlijke titel van graaf en in 1949 kon de titel (bij gebrek aan mannelijke afstammelingen) overgedragen worden op zijn schoonzoon Léon Lippens (die gehuwd was met zijn dochter Suzanne Lippens).
Lippens behoorde tot de rechtervleugel van de liberale familie die de politieke democratisering niet in het hart droeg. Hij was geen principieel tegenstander van het nazisme. Lippens was integendeel voorstander van goede relaties met nazi-Duitsland. Hij was lid van de Deutsch-Belgische Gesellschaft en werd uitgenodigd op de nazi-partijdagen.

## Na de nederlaag van 1940
Lippens was na de nederlaag van mei 1940 voorstander van een autoritaire en corporatieve staatsvorm.
Hij richtte het Studiecentrum voor de Hervorming van de Staat (Centre pour la Réforme de l'État, C.E.R.E.) opnieuw op, en nam er de leiding van waar. Dit Centrum had als einddoel een voorontwerp van een nieuwe grondwet. De eerste activiteiten van dit heropgerichte centrum dateren van juli 1940 in de Fondation Universitaire de Bruxelles. Maurice Lippens stelde de vorming van een sterke regering voor die leiding kon geven aan een staat bevrijd van het Enkelvoudig Algemeen Stemrecht en het partijenregime. Lippens stelde aan de secretarissen-generaal van het pas bezette land voor om hem een politiek van 'nationaal herstel' te laten voeren. Einde juli 1940 vroeg Lippens de medewerking van het comité van secretarissen-generaal aan zijn studiecentrum. De topambtenaren wilden zich niet engageren zonder het advies van het Hof te kennen. L. Fredericq, kabinetschef van de Koning, raadde het comité af officieel te participeren aan Lippens' activiteiten, maar had geen bezwaar tegen officieuze samenwerking.
De samenstelling van het Centrum was een weerspiegeling van het vooroorlogse Belgische establishment. Het centrum Lippens had weinig vertrouwen in de parlementaire democratie. De visie van het Centrum Lippens was die van een elite die aan invloed had moeten inboeten als gevolg van de democratisering van het kiesrecht en die evolutie nog niet verwerkt had. Lippens rondde zijn werkzaamheden af in december 1940. Concrete gevolgen had het initiatief niet. Het voorstel Lippens was slechts één mogelijk project van staatshervorming en maatschappelijke reorganisatie dat in het Paleis in 1940 circuleerde.
Hij voerde onder meer gesprekken met het Vlaams Nationaal Verbond en het Verdinaso. Lippens wilde hen verankeren in een Belgische diplomatie en een nieuwe Vlaams-nationalistische collaboratie voorkomen door toegevingen te doen in federalistische zin.

## Onderscheidingen
- Grootkruis Kroonorde
- Groot Officier Leopoldsorde met Gouden Streep
- Medaille van het Nationaal Comité 1914-1918
- Burgerlijk Kruis 1ste Klasse
- Mutualiteitsereteken 1ste Klasse
- Herinneringsmedaille 1830-1930.
- Grootkruis Koninklijke Victoria Orde Groot-Brittannië
- Christus Orde Portugal
- Orde van de Zwarte Ster van Bénin
- Orde van de Poolster Zweden
- Orde van de Eiken Kroon Luxemburg
- Kroonorde Italië
- Polonia Restituta Orde Polen
- Nijl Orde Egypte
- Orde van Oranje Nassau Nederland
- Al Merito Orde Chili
- St. Sava Orde Joegoslavië
- Orde van de Ster Ethiopië
- Groot Officier Legioen van Eer Frankrijk
- Commandeur Orde voor Maritieme Verdienste Frankrijk
- Officier Kroonorde Siam

## Voetnoten
1. ↑  Tony Valcke (ed.), De fonteinen van de Oranjeberg, Deel 4, 2003, p. 19
2. ↑  Dirk Luyten, Het centrum Lippens: een Belgische Nieuwe Orde in een nazistisch Europa ? In: Belgisch Tijdschrift voor filologie en geschiedenis, Tome 71, fasc. 4, 1993, p. 877
3. ↑  J. Gérard-Libois, J. Gotovitch, L'An 40, 1971, p. 207
4. ↑  Ibidem
5. ↑  Tony Valcke (ed.), o. c., p. 18
6. ↑  Albert De Jonghe, Hitler en het politieke lot van België (1940-1944), Deel I, 1972, p. 152
7. ↑  Dirk Luyten, c., p. 879
8. ↑  Ibidem, p. 882
9. ↑  Ibidem, p. 883
10. ↑  Ibidem, p. 902
11. ↑  Ibidem, p. 903
12. ↑  Biografie Maurice August Lippens in de Nieuwe Encyclopedie van de Vlaamse Beweging.
13. ↑  Jan Velaers & Herman Van Goethem, Leopold III. De koning, het land, de oorlog, Tielt, 1994.